# 松村友松
松村 友松（まつむら ともまつ、文政9年（1826年） - 明治13年（1880年）11月7日）は、幕末・維新期の越前国の商人。諱は意正。通称は友松。

## 経歴
越前国は経済的に恵まれていない藩が多く、これを嘆いた友松は越前府中（武生）を支配していた福井藩家老本多富恭に殖産興業の必要性を提言し、続いて日本各地を視察する。万延元年（1860年）に府中に製産役所が設置されるとその元締となり、近江国から染色職人を招いて染色工場を建設させ、それまで原料のままで領外に出していた蚊帳の生産を領内で行えるようにした。万延元年（1861年）には福井藩の産物売買会所役員に任じられ、横井小楠らとともに福井藩の藩政改革の一端を担うことになる。
こうした功績によって慶応3年（1867年）には名字帯刀が許され、明治元年（1868年）には藩の総会所を設置して藩内の殖産興業を推進した。間もなく病のために府中に戻るが、本多家及び府中住民と福井藩の関係が悪化して武生騒動が起きると、藩側の人間とみなされて襲撃を受けている。それでも晩年は武生の振興のために小学校建設を行うなど、地域のために尽くした。55歳で没し、墓は陽願寺にある。